# درخت بید (فیلم)
درخت بید در سال 1984 به کارگردانی سهراب شهیدثالث و بازیگری ساخته شد.